# Affaire Cédrika Provencher
L’affaire Cédrika Provencher est une affaire criminelle québécoise concernant la disparition d'une fillette de 9 ans, Cédrika Provencher (née le 29 août 1997), survenue le 31 juillet 2007, à Trois-Rivières, et dont les restes ont été retrouvés 8 ans plus tard. Le mystère entourant sa disparition et son enlèvement suspecté,, l'absence de suspects et le peu de témoins en ont fait un des crimes les plus médiatisés du Québec. 
L'événement est souligné à chaque année pour tenter de relancer l'enquête. Malgré des promesses de récompense, personne ne s'est manifesté avec des informations crédibles et pertinentes jusqu'au 11 décembre 2015, où des restes humains sont découverts dans un secteur boisé en marge de l'autoroute 40 Est à Saint-Maurice. Le lendemain, ils sont identifiés comme étant ceux de Cédrika Provencher.

## Contexte
L'affaire débute lorsque les parents signalent la disparition de leur fille le 31 juillet 2007. Selon les informations, durant la journée, Cédrika avait été abordée pour aider à retrouver un petit chien qu’une dame aurait perdu. Elle se mit donc à la recherche du chien. Elle a enfourché son vélo et parcouru le secteur, frappant aux portes et s’informant auprès des citoyens de son quartier afin de savoir si le chien avait été aperçu. Cédrika a été vue sortant d’un boisé accompagnée d’une jeune amie, suivie de près par un homme. Par la suite, elle est aperçue avec son vélo, tantôt au parc, tantôt sur la rue Chapais, ensuite sur la rue des Chenaux. Elle n’a plus été revue depuis. Des personnes l'auraient aperçue en train de monter à bord d'une auto rouge vin.

## Déroulement de l'enquête

### Recherches
Vers 20 h 30 sa bicyclette est retrouvée, appuyée sur une borne fontaine au coin des rues Chabanel et Chapais,. Dans les jours suivants, une cinquantaine de policiers et des centaines de bénévoles sont déployés, appuyés par des bateaux et des hélicoptères. Le 3 août suivant, la thèse de l'enlèvement est mise en avant. Le 8 août, la SQ publie un avis de recherche qui n'accrédite pas la thèse de l'enlèvement, mais plutôt la disparition de Cédrika Provencher. Néanmoins, des journaux préfèrent mentionner qu'elle a été enlevée,,. Sa disparition, très médiatisée, a suscité différents efforts de la part de citoyens québécois, sans toutefois donner de résultats. Le 13 août, alors qu'une soixantaine d'enquêteurs travaillent jour et nuit pour retrouver Cédrika, une récompense de 80 000 $ est offerte pour toute information permettant de retrouver la fillette.
Le chroniqueur judiciaire Claude Poirier a apporté une grande aide dans la recherche de cette jeune fille, s'occupant personnellement du dossier.
Entre août 2007 et juillet 2008, des informations sur différents aspects touchant les recherches sont publiés par différents journaux, mais aucune information ne permettra de déterminer le lieu où se trouve Cédrika Provencher, ni si elle est vivante.

### Véhicule
Plusieurs témoins ont affirmé avoir aperçu une Acura rouge aux poignées argent rôder près du parc où on a vu Cédrika pour la dernière fois. La police rencontra tous les propriétaires de voiture correspondant à cette description au Québec, 260 personnes. Une seule personne avait refusé de collaborer, cet individu habitait à Trois-Rivières et se trouvait en ville la journée où l'enfant a disparu. Son nom a été rendu public, il s'agit de Jonathan Bettez.

### Découverte des restes
Le 11 décembre 2015, des ossements du crâne sont retrouvés par des chasseurs à Saint-Maurice, non loin de Trois-Rivières, aux abords de l'autoroute 40 en direction est, dans un secteur boisé, près de la sortie 210. Le lendemain, la Sûreté du Québec confirme que les restes humains retrouvés la veille appartiennent à Cédrika Provencher.

### Suspect
Un dénommé Jonathan Bettez est considéré par la police comme le principal suspect dans l'enlèvement et le meurtre de Cédrika Provencher, mais n'a jamais été accusé en ce sens, faute de preuves. En 2007, il était propriétaire d'une Acura rouge aux poignées argent, dont la description correspond à celle de la voiture ayant été aperçue en train de rôder près du lieu de l'enlèvement. Il avait toujours refusé de passer le test du polygraphe et ne collaborait pas avec la police. Selon le chroniqueur judiciaire Claude Poirier, il planifiait de quitter le Québec vers la Suisse, pays ne pratiquant pas d'extradition.
Le 29 août 2016, il est arrêté et accusé de six chefs en lien avec de la possession et de la distribution de pornographie juvénile impliquant des enfants de 8 à 12 ans et plusieurs photos de jeunes filles dont la jeune Cédrika. Les policiers de Trois-Rivières n'ont malheureusement pu observer de plus près le véhicule de monsieur Bettez puisque la voiture était en nettoyage près de la frontière des États-Unis[Quoi ?]. Son lieu de travail et de résidence sont également perquisitionnés. Le 12 octobre 2018, un juge rejette les accusations et l'acquitte avant même le début du procès, puisque la preuve contre lui a été obtenue de façon illégale.